# ازدهار الصحراء

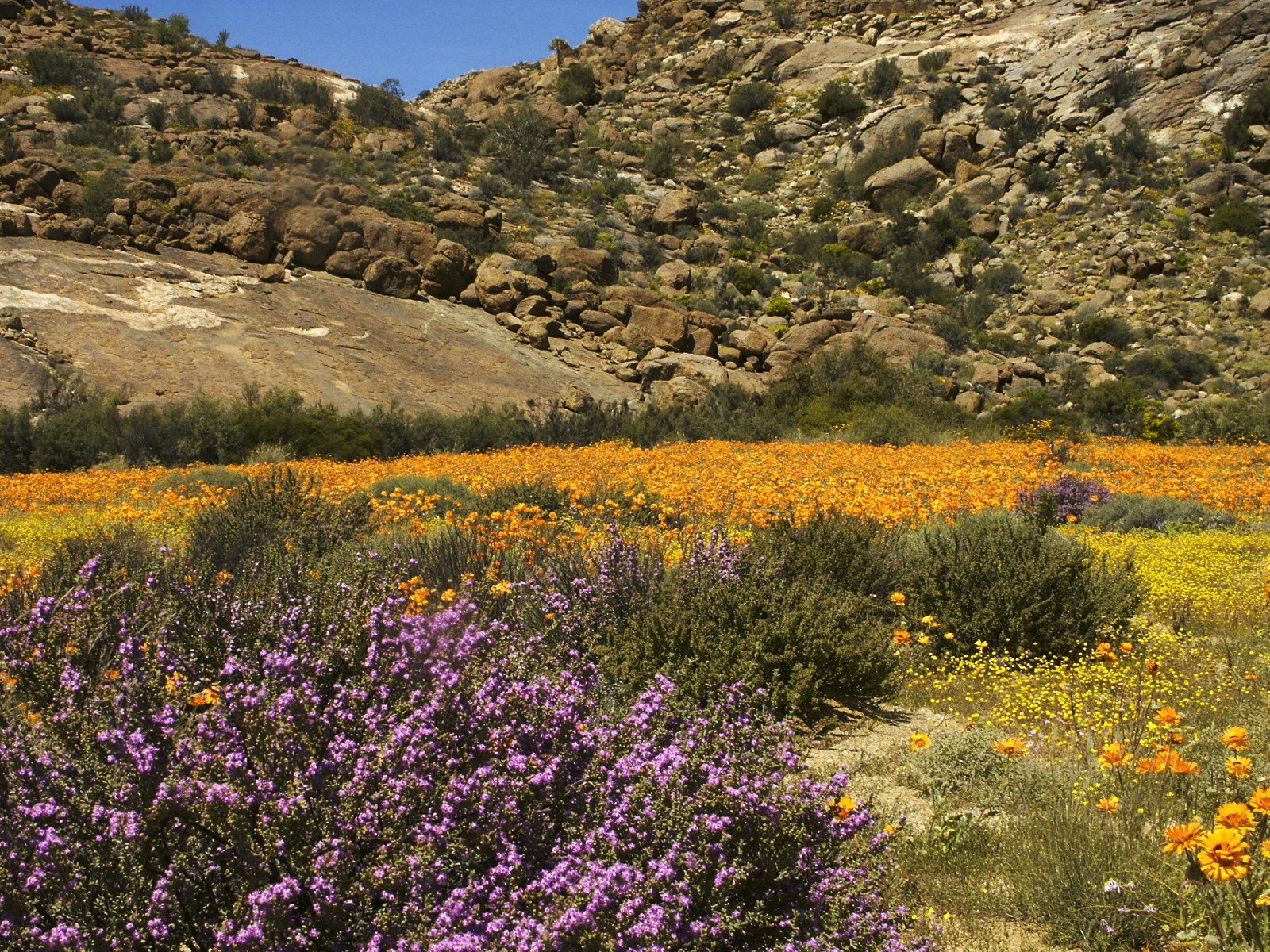
ازدهار صحراء ناماكوالاند، جنوب أفريقيا

ازدهار الصحراء ظاهرة مناخية تحدث بمختلف صحاري العالم خلال أوائل منتصف الربيع خاصه بالسنوات التي يكون فيها هطول الأمطار مرتفعًا حيث تزدهر مجموعة متنوعة من الأزهار بشكل استثنائى، يحدث الإزهار عندما يصل مستوى غير عادي من الأمطار إلى البذور الكامنة مما يؤدي إلى إنباتها وزهورها يصاحبها تكاثر الحشرات والطيور والأنواع الصغيرة من السحالي.

## حول العالم

### تشيلي

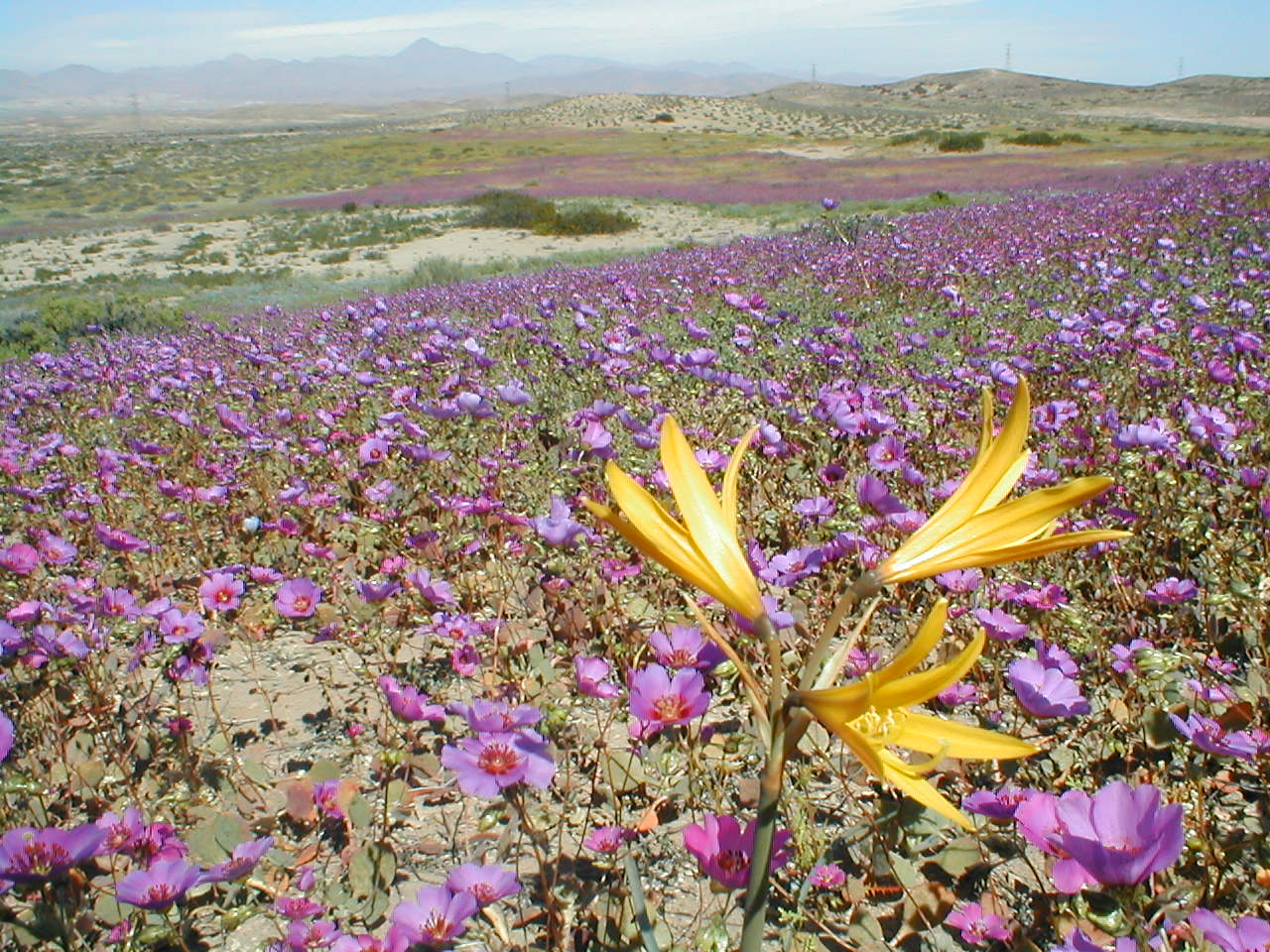
صحراء أتاكاما التشيلية أثناء فتره الازدهار

في صحراء أتاكاما، تتفتح الأزهار الصحراوية بين شهري سبتمبر ونوفمبر في السنوات التي يكون فيها هطول الأمطار مرتفعًا بشكل غير عادي. عادة، تتلقى صحراء أتاكاما أقل من 12 مـم (0.47 بوصة) من الأمطار سنويًا.
من الناحية المناخية ترتبط ظاهرة صحراء أتاكام بظاهرة النينيو وهي مجموعة من درجات حرارة مياه المحيط الدافئة بشكل غير طبيعي والتي تتطور أحيانًا قبالة الساحل الغربي لأمريكا الجنوبية مما قد يؤدي إلى زيادة التبخر وبالتالي هطول الأمطار.
فقد بمارس 2015 استقبلت أجزاء من المنطقة 23 مـم (0.91 بوصة) من الأمطار من ظاهرة النينيو مما تسبب في نفس الإزهار، تعد صحراء أتاكام المزهرة من المعالم السياحية الشهيرة حيث يزور السياح مناطق مختلفة حول جنوب أتاكاما بما في ذلك هواسكو وفالينار ولا سيرينا وكوبيابو وكالديرا.
يمكن رؤية هذه الظاهرة في أوجها من جنوب مدينة فالينار مباشرة إلى شمال مدينة كوبيابو عبر الوديان الساحلية وسلسلة الساحل التشيلي.

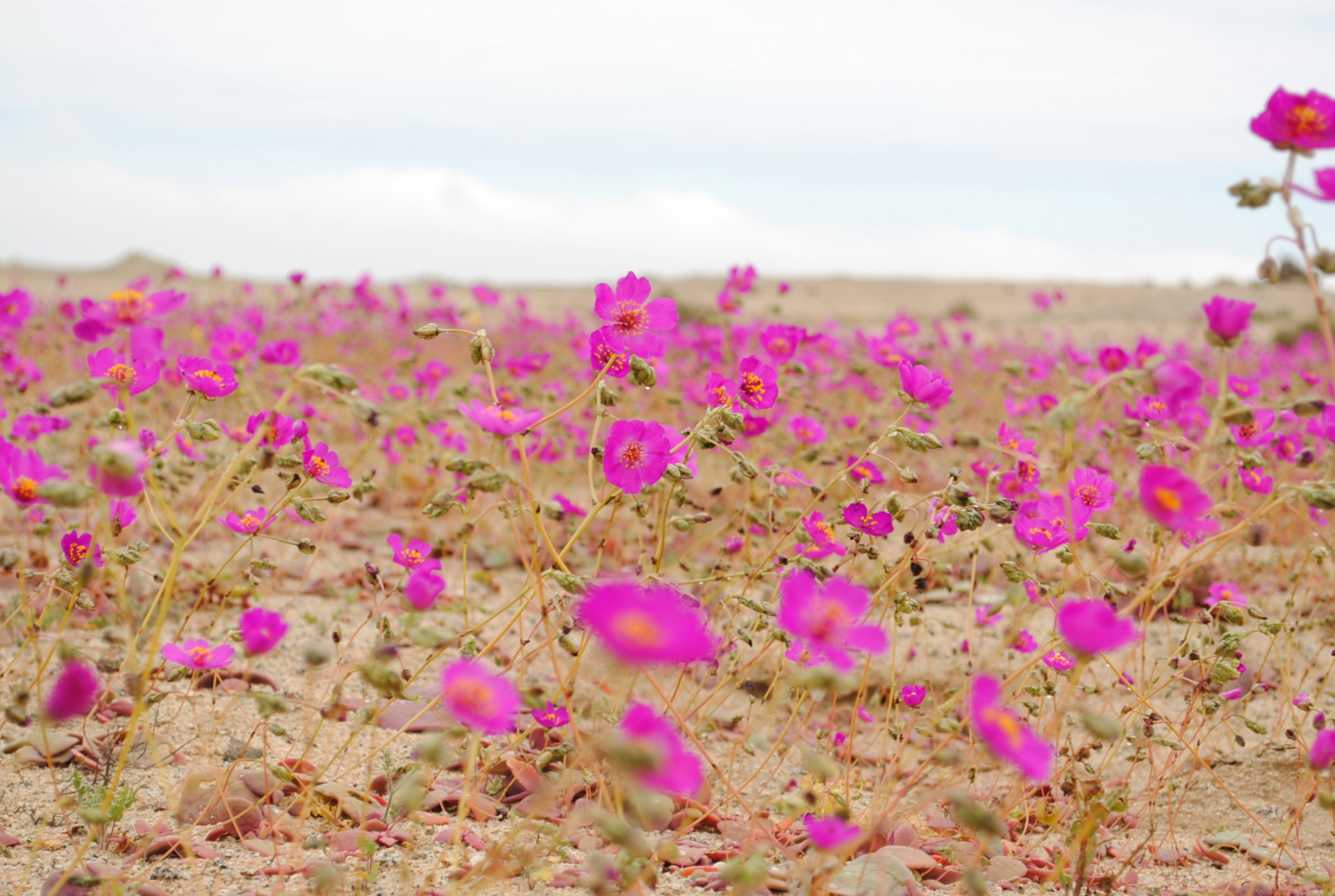
صحراء مزهرة في بارانكويلا (2010)، منطقة أتاكاما

#### الحياة النباتية والحيوانية
تشمل ظاهرة الصحراء المزهرة نمو أكثر من 200 نوع من الزهور معظمها مستوطن في منطقة أتاكاما وتنبت في أوقات مختلفة خلال فترة ازدهار الصحراء تشمل بعض الأنواع الأكثر شيوعًا ما يلي:
- غارا دي ليون
- باتا دي جواناكو
- أنانيوكا
- شيزوبيتالون تينويفوليوم

تعد المنطقة أيضًا موطنًا للصبار والعصارة وأمثلة أخرى من النباتات الجافة بالإضافة إلى أنواع الحيوانات بما في ذلك توكو توكو والضفدع ذات أربع عيون.

#### الحفاظ على
بالسنوات الأخيرة أثيرت مخاوف من قبل المنظمات البيئية حول الآثار الضارة المحتملة لأعداد كبيرة من السياح الذين يزورون الصحراء المزهرة والتجارة غير المشروعة لأنواع الزهور المحلية وتطوير رياضة السيارات، وقد اقترحت المنظمات البيئية أن هذه الأنشطة تحد من إمكانية تجديد الأنواع الموجودة. لذلك أنشأت الحكومة الشيلية سلسلة من المحظورات والمراقبة بالإضافة إلى حملات إعلامية للجمهور وخاصة للسياح من أجل الحد من الأضرار.

#### الإزهار
تعتمد هذه ظاهرة الصحراء المزهرة على هطول الأمطار فوق المتوسط بينما هطول الأمطار المفرطة بشكل كبير يمكن أن يحد من التفتح، على سبيل المثال: عام 1997 شهدت منطقة فالينار وكوبيابو الحد الأدنى من الازهار الصحراوية ارتفاعًا شديدًا في معدل هطول الأمطار بلغ 129.4 مـم (5.09 بوصة).

### بيرو
بين شهري سبتمبر ونوفمبرتتفتح الأزهار الصحراوية في جنوب وشمال ليما وتكمن خصوصية صحراء ليما في أنها تمتد على طول الطريق حتى المرتفعات حيث «تعلق» الغيوم وترسب المياه مع ظهور الطحلب الأخضر.